# Aniarella punctulata
Aniarella punctulata är en insektsart som först beskrevs av Brunner von Wattenwyl 1878.  Aniarella punctulata ingår i släktet Aniarella och familjen vårtbitare. Inga underarter finns listade i Catalogue of Life.